# Lista över Schleswig-Holsteins ministerpresidenter
Schleswig-Holsteins ministerpresident är det tyska förbundslandets regeringschef och väljs av Schleswig-Holsteins lantdag. Ministerpresidenten leder förbundslandsregeringen (tyska: Landesregierung) och utser ministrarna.
Daniel Günther är Mecklenburg-Vorpommerns ministerpresident sedan 4 juli 2017.

## Ministerpresidenter sedan 1945
| Från                             | Till     | Namn                    | Parti | Not         |
| -------------------------------- | -------- | ----------------------- | ----- | ----------- |
| 1945                             | 1947     | Theodor Steltzer        | CDU   |             |
| 1947                             | 1949     | Hermann Lüdemann        | SPD   |             |
| 1949                             | 1950     | Bruno Diekmann          | SPD   |             |
| Efter den nya författningen 1950 |          |                         |       |             |
| 1950                             | 1951     | Walter Bartram          | CDU   | [ 3 ] [ 4 ] |
| 1951                             | 1954     | Friedrich Wilhelm Lübke | CDU   | [ 3 ] [ 4 ] |
| 1954                             | 1963     | Kai Uwe von Hassel      | CDU   | [ 3 ] [ 4 ] |
| 1963                             | 1971     | Helmut Lemke            | CDU   | [ 3 ] [ 4 ] |
| 1971                             | 1982     | Gerhard Stoltenberg     | CDU   | [ 3 ] [ 4 ] |
| 1982                             | 1987     | Uwe Barschel            | CDU   | [ 3 ] [ 4 ] |
| 1987                             | 1988     | Henning Schwarz         | CDU   | [ 5 ] [ 4 ] |
| 1988                             | 1993     | Björn Engholm           | SPD   | [ 3 ] [ 4 ] |
| 1993                             | 2005     | Heide Simonis           | SPD   | [ 3 ] [ 4 ] |
| 2005                             | 2012     | Peter Harry Carstensen  | CDU   | [ 3 ] [ 4 ] |
| 2012                             | 2017     | Torsten Albig           | SPD   | [ 3 ] [ 4 ] |
| 2017                             | sittande | Daniel Günther          | CDU   | [ 3 ] [ 4 ] |